# Mühledorf
Mühledorf är en ort och tidigare kommun i kantonen Bern i Schweiz.
Sedan den 1 januari 2018 ligger orten i Kirchdorf kommun som bildades genom en sammanslagning av kommunerna Gelterfingen, Kirchdorf, Mühledorf och Noflen.